# Kyle Blignaut
Kyle Blignaut (Sudáfrica, 9 de noviembre de 1999) es un atleta sudafricano, especialista en la prueba de lanzamiento de peso, en la que logró ser medallista de bronce africano en 2018

## Carrera deportiva
En el Campeonato Africano de Atletismo de 2018 celebrado en Asaba (Nigeria) ganó la medalla de bronce en el lanzamiento de peso, llegando hasta los 19.05 metros, tras el nigeriano Chukwuebuka Enekwechi (oro con 21.08 metros, récord de los campeonatos) y el egipcio Mohamed Khalif (plata con 19.33 metros).